# York Factory

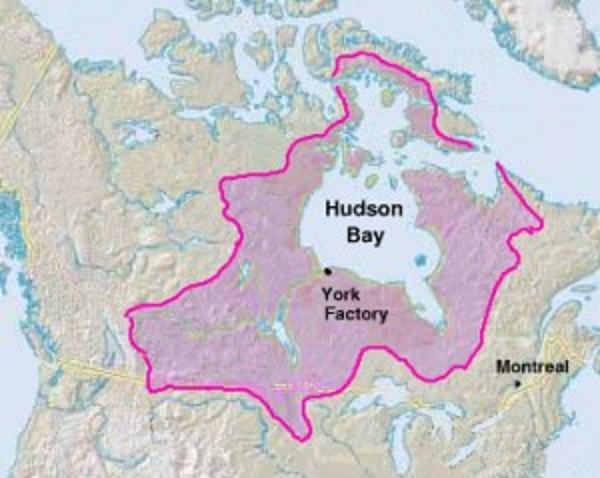
Terra de Rupert, mostrando a localização de York Factory.

York Factory é um povoado localizado na costa sudoeste da Baía de Hudson no nordeste de Manitoba, Canadá, na foz do rio Hayes, aproximadamente 100 km (60 mi) SSE de Churchill.
O povoado foi por muito tempo sede da Hudson's Bay Company na América do Norte. Durante o século XVII até o final do XIX, o depósito foi a principal base de operação da empresa para o controle do comércio de peles e outros negócios realizados com as primeiras nações em toda a Terra de Rupert, o vasto território que compreendia toda a bacia hidrográfica da Baía de Hudson, do que constitui agora grande parte do Canadá.
Estava ligada pela rota comercial chamada York Factory Express a Fort Vancouver, no atual estado de Washington.